# Caribbean Blue
A Caribbean Blue Enya ír dalszerző és énekesnő első kislemeze harmadik, Shepherd Moons című albumáról. Először 1990-ben jelent meg.

## Változatok
A kislemez különböző kiadásai.
CD kislemez, kazetta (USA)
1. Caribbean Blue  – 3:39
2. Orinoco Flow

CD maxi kislemez (Egyesült Királyság, Németország)
12" maxi kislemez (Egyesült Királyság)
1. Caribbean Blue (Edit)
2. Orinoco Flow (Edit)
3. Angeles

CD maxi kislemez (Egyesült Királyság)
1. Caribbean Blue (Edit)
2. Orinoco Flow (Edit)
3. As Baile
4. Oriel Window

Mini CD (Japán)
7" kislemez (Egyesült Királyság, Franciaország, Németország)
Kazetta (Ausztrália, Egyesült Királyság)
1. Caribbean Blue (Edit)
2. Orinoco Flow (Edit)

## Helyezések
| Slágerlista (1991)                          | Legmagasabb helyezés |
| ------------------------------------------- | -------------------- |
| Brit kislemezlista                          | 13                   |
| Német kislemezlista                         | 50                   |
| Svájci kislemezlista                        | 32                   |
| Svéd kislemezlista                          | 28                   |
| USA Billboard Hot 100                       | 79                   |
| USA Billboard Hot Adult Contemporary Tracks | 29                   |
| USA Billboard Hot Mainstream Rock Tracks    | 3                    |